# Karsten Warholm
Karsten Warholm (* 28. Februar 1996 in Ulsteinvik) ist ein norwegischer Leichtathlet, der sich auf den 400-Meter-Hürdenlauf spezialisiert hat. Er ist in dieser Disziplin dreifacher Weltmeister (2017, 2019, 2023), Olympiasieger (2021) und hält seit dem 1. Juli 2021 den Weltrekord, den er am 3. August 2021 nochmals verbesserte.

## Sportliche Laufbahn
Erste internationale Erfahrungen sammelte Karsten Warholm bei den Jugendweltmeisterschaften 2013 in Donezk, bei denen er die Goldmedaille im Achtkampf gewann. Ein Jahr darauf belegte er bei den Juniorenweltmeisterschaften in Eugene den zehnten Platz im Zehnkampf. 2015 gewann er bei den Junioreneuropameisterschaften in Eskilstuna die Silbermedaillen im Zehnkampf und im 400-Meter-Lauf.
2016 qualifizierte er sich im 400-Meter-Hürdenlauf für die Europameisterschaften in Amsterdam und belegte dort im Finale den sechsten Platz. Er qualifizierte sich zudem für die Olympischen Spiele in Rio de Janeiro und gelangte dort bis in das Halbfinale.
2017 gewann er bei den U23-Europameisterschaften im polnischen Bydgoszcz über 400 Meter die Goldmedaille im Hürdenlauf sowie Silber über die Flachdistanz. Für den Hürdenlauf benötigte er 48,37 s und stellte damit einen neuen Landesrekord sowie einen Meisterschaftsrekord auf. Er qualifizierte sich damit auch für die Weltmeisterschaften in London, bei denen er überraschend mit 48,35 s die Goldmedaille gewann. Zum Ende der Saison verbesserte er beim IAAF-Diamond-League-Finale in Zürich seinen eigenen Landesrekord auf 48,22 s.
Im Januar 2018 lief Warholm in Ulsteinvik ebenfalls einen neuen Landesrekord von 45,88 s über 400 Meter und qualifizierte sich damit für die Hallenweltmeisterschaften in Glasgow. Am 31. Mai 2018 gelang ihm in Rom erneut eine Verbesserung des Landesrekords über 400 Meter Hürden. Mit 47,82 s wurde er im Rennen der Diamond League Zweiter hinter Abderrahman Samba.
Bei den Halleneuropameisterschaften 2019 Anfang März in Glasgow egalisierte Warholm als Sieger über 400 Meter in 45,05 s den Europarekord von Thomas Schönlebe. Im Juni absolvierte er bei den Bislett Games in Oslo die 400 Meter Hürden in 47,33 s und unterbot damit den vorherigen Europarekord des Franzosen Stéphane Diagana aus dem Jahr 1995 um vier Hundertstelsekunden. Diesen verbesserte er am 29. August im Diamond-League-Meeting in Zürich nochmals auf 46,92 s, die zweitschnellste je gelaufene Zeit.
2020 ging Warholm bei den wegen der COVID-19-Pandemie als Impossible Games ausgetragenen Bislett Games ohne Gegner bei den 300 Meter Hürden an den Start und legte die Strecke in 33,78 s zurück, womit er den Europarekord des Briten Chris Rawlinson aus dem Jahr 2002 um sieben Hundertstelsekunden unterbot.
Am Diamond-League-Meeting in Stockholm vom 23. August 2020 verbesserte er mit 46,87 s erneut den Europarekord und lief gleichzeitig die zweitschnellste je gelaufene Zeit.
Am 1. Juli 2021 unterbot Warholm beim Diamond-League-Meeting in Oslo mit 46,70 s über 400 Meter Hürden den im Jahr 1992 bei den Olympischen Spielen von Kevin Young aufgestellten Weltrekord um acht Hundertstelsekunden. Am 3. August 2021 gewann er das Finale über 400 Meter Hürden der Olympischen Spiele 2020 mit einer neuen Weltrekordzeit von 45,94 s.
Im Oktober 2023 wurde er als einer von elf Sportlern für die Auszeichnung als Welt-Leichtathlet des Jahres 2023 nominiert.
Bei den Olympischen Spielen 2024 in Paris gewann er über 400 Meter Hürden in 47,06 s die Silbermedaille hinter Goldmedaillengewinner Rai Benjamin.

## Ehrungen
Warholm wurde 2017 in Norwegen als „Leichtathlet des Jahres“ ausgezeichnet, ebenso als „Sportler des Jahres“, wobei er sowohl bei der Athleten- als auch bei der Publikumswahl als Sieger gekürt wurde.
Von anderen Leichtathletikverbänden wurde er zudem ernannt:
- Europas Leichtathlet des Jahres: Aufsteiger des Jahres (2017)
- Europas Leichtathlet des Jahres (2019, 2021)
- Welt-Leichtathlet des Jahres (2021)

## Persönliches
Warholm wuchs auf der Insel Dimnøya, auch Dimna genannt, etwa 2 km südlich vom Zentrum der Stadt Ulsteinvik entfernt, bei seinen Eltern Kristine Haddal und Mikal Warholm auf. Dort besuchte er die Hasund-Schule und schloss sich dem Sportclub Dimna IL an. Er ist mit der Norwegerin Oda Djupvik liiert. Warholms Mutter ist auch seine Managerin.

## Bestleistungen
(Stand: 19. September 2021)
Halle
- 60 Meter: 6,75 s, 28. Januar 2017, Florø
- 100 Meter: 10,49 s, 28. Januar 2017, Florø
- 200 Meter: 20,91 s, 5. Februar 2017, Ulsteinvik
- 300 Meter: 32,47 s, 28. Februar 2021, Bærum (norwegischer Rekord)
- 400 Meter: 45,05 s, 2. März 2019, Glasgow (Europarekord)
- 4 × 200 Meter: 1:24,59 min, 13. Februar 2016 in Växjö (norwegischer Rekord)

Freiluft
- 100 Meter: 10,47 s, 4. September 2024, Zürich[16]
- 200 Meter: 21,09 s (+0,4 m/s), 4. Juni 2016, Florø
- 300 Meter: 32,49 s, 18. September 2021, Bergen
- 400 Meter: 44,87 s, 10. Juni 2017, Florø
- 110 m Hürden: 14,30 s (+0,5 m/s), 31. Juli 2015, Haugesund
- 300 m Hürden: 33,26 s, 4. Juni 2021, Oslo (Weltbestleistung)
- 400 m Hürden: 45,94 s, 3. August 2021, Tokio (Weltrekord)
- Weitsprung: 7,66 m (±0,0 m/s), 28. Juni 2015, Mannheim
- Achtkampf: 6451 Punkte, 11. Juli 2013, Donezk
- Zehnkampf (Junioren): 7764 Punkte, 19. Juli 2015, Eskilstuna